# Arion hortensis
Arion hortensis är en snäckart som beskrevs av Ferussac 1819. Arion hortensis ingår i släktet Arion och familjen skogssniglar. Inga underarter finns listade i Catalogue of Life.

## Bildgalleri

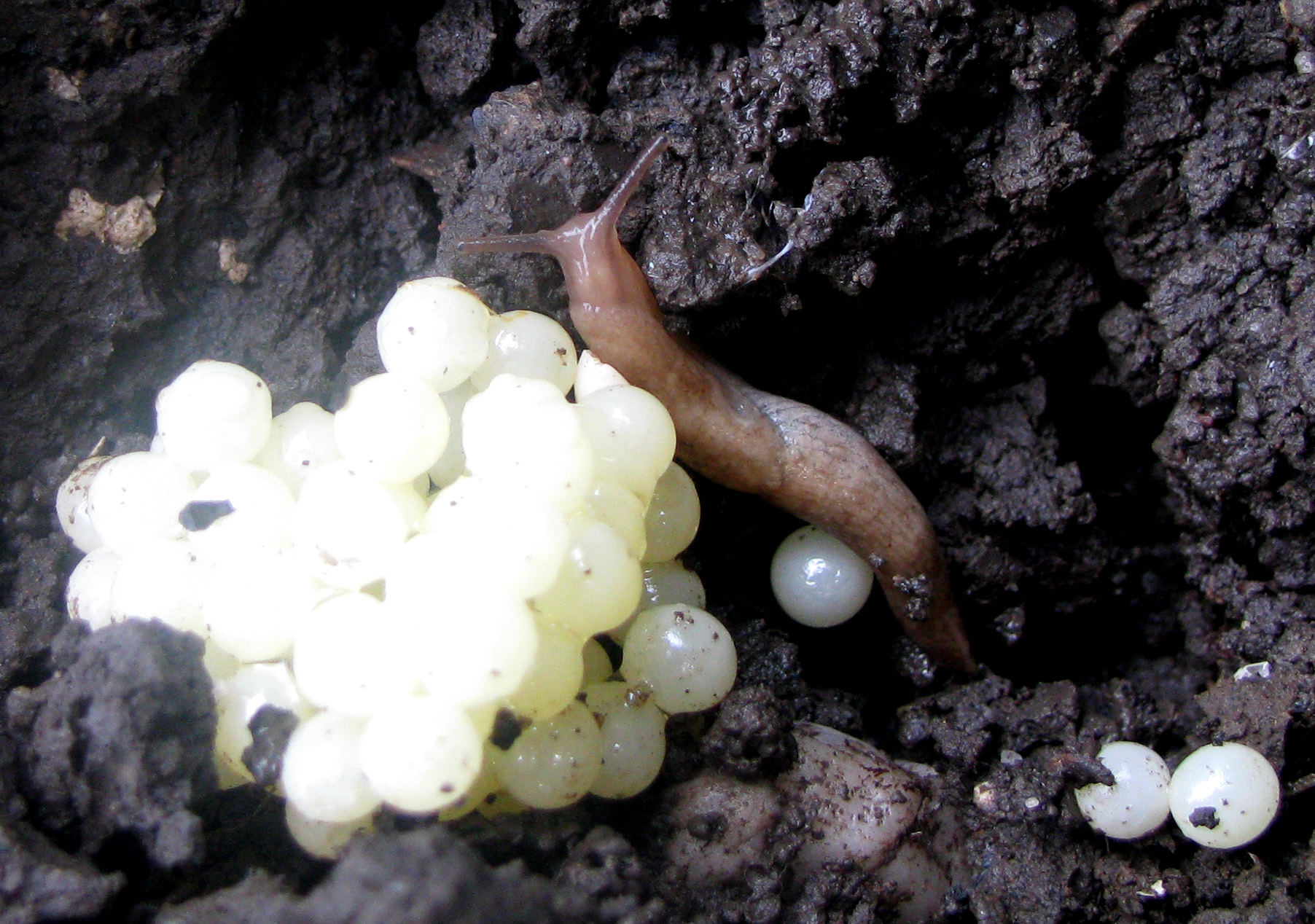